# Hongkong op de Olympische Winterspelen 2002
Tijdens de Olympische Winterspelen van 2002, die in Salt Lake City (Verenigde Staten) werden gehouden, nam Hongkong voor de eerste keer deel.

## Deelnemers en resultaten
(m) = mannen, (v) = vrouwen 

### Shorttrack
| Olympiër    | Discipline | Resultaat | Prestatie                |
| ----------- | ---------- | --------- | ------------------------ |
| Christy Ren | 500 m (v)  | 29e       | dnq, vr 7 (4e): 55,423   |
| Christy Ren | 1000 m (v) | 23e       | dnq, vr 1 (3e): 1.50,094 |
| Christy Ren | 1500 m (v) | 26e       | dnq, vr 1 (6e): 2.49,666 |
| Tsoi Po Yee | 500 m (v)  | 24e       | dnq, vr 2 (3e): 52,496   |
| Tsoi Po Yee | 1000 m (v) | 22e       | dnq, vr 3 (3e): 1.48,445 |

Amerikaanse Maagdeneilanden · Andorra · Argentinië · Armenië · Australië · Azerbeidzjan · België · Bermuda · Bosnië en Herzegovina · Brazilië · Bulgarije · Canada · Chili · China · Chinees Taipei · Costa Rica · Cyprus · Denemarken · Duitsland · Estland · Fiji · Finland · Frankrijk · Georgië · Griekenland · Groot-Brittannië · Hongarije · Hongkong · Ierland · IJsland · India · Iran · Israël · Italië · Jamaica · Japan · Joegoslavië · Kameroen · Kazachstan · Kenia · Kirgizië · Kroatië · Letland · Libanon · Liechtenstein · Litouwen · Macedonië · Mexico · Moldavië · Monaco · Mongolië · Nederland · Nepal · Nieuw-Zeeland · Noorwegen · Oekraïne · Oezbekistan · Oostenrijk · Polen · Roemenië · Rusland · San Marino · Slovenië · Slowakije · Spanje · Tadzjikistan · Thailand · Trinidad en Tobago · Tsjechië · Turkije · Venezuela · Verenigde Staten · Wit-Rusland · Zuid-Afrika · Zuid-Korea · Zweden · Zwitserland

Uitgesloten van deelname: Puerto Rico